# Quercus tomentosinervis
Quercus tomentosinervis (Y.C.Hsu & H.Wei Jen) C.C.Huang – gatunek roślin z rodziny bukowatych (Fagaceae Dumort.). Występuje naturalnie w Chinach – w prowincjach Kuejczou (w południowo-wschodniej części) oraz Junnan (na południu).

## Morfologia
PokrójZimozielone drzewo dorastające do 20 m wysokości.
LiścieBlaszka liściowa jest owłosiona od spodu i ma kształt od owalnego do podługowato eliptycznego. Mierzy 7–15 cm długości oraz 3–5 cm szerokości, jest całobrzega, ma klinową nasadę i ogoniasty wierzchołek. Ogonek liściowy jest owłosiony i ma 20–35 mm długości.
OwoceOrzechy o kształcie od jajowatego do elipsoidalnego, dorastają do 15–17 mm długości i 13–15 mm średnicy. Osadzone są pojedynczo w kubkowatych miseczkach do 25% ich długości. Same miseczki mierzą 13–15 mm średnicy.

## Biologia i ekologia
Rośnie w wiecznie zielonych lasach. Występuje na wysokości około 2300 m n.p.m. Owoce dojrzewają w grudniu.